# Hemadius oenochrous
Hemadius oenochrous är en skalbaggsart som beskrevs av Leon Fairmaire 1889. Hemadius oenochrous ingår i släktet Hemadius och familjen långhorningar.
Artens utbredningsområde är:
- Laos.
- Taiwan.

Inga underarter finns listade i Catalogue of Life.